# Heliozela aesella
Heliozela aesella är en fjärilsart som beskrevs av Victor Toucey Chambers 1877. Heliozela aesella ingår i släktet Heliozela och familjen hålmalar, (Heliozelidae). Inga underarter finns listade i Catalogue of Life.